# Посада (Прахова)
Посада (рум. Posada) насеље је у Румунији у округу Прахова у општини Комарник. Oпштина се налази на надморској висини од 749 m.

## Становништво
Према подацима из 2002. године у насељу је живело 1508 становника, од којих су сви румунске националности.